# Relax (televizní stanice)
Relax (dříve TV Pohoda) je česká televizní stanice vysílající od 25. června 2012. Stojí za ní ostravský podnikatel Radim Pařízek.[zdroj?]

## Historie
Už při startu TV Pohoda 25. června 2012 byly velké problémy s vysílači, obrazem atd., které byly dříve nebo později vyřešeny. Zpočátku se vysílání nazývalo Pohoda Mini a bylo velmi strohé. O přibližně měsíc později vyhořelo v sídle TV Pohoda úložiště dat, které je nezbytné pro odbavení vysílání. Vysílání TV Pohoda bylo v prvních měsících také velkému počtu lidí nedostupné kvůli malému pokrytí multiplexu 4.
Stanice se 9. září 2013 přejmenovala na Relax. Rockové klipy se přesunuly na novou stanici Rebel. TV Relax vysílá také programové novinky, např. show Krampovoloviny Jiřího Krampola založena na principu show Nikdo není dokonalý, kterou kromě několikaleté přestávky vysílala televize Prima od druhé poloviny 90. let, a cestovatelskou show Petra Novotného Novotný za humny. Také stanice vysílá argentinskou telenovelu Divoký anděl v hlavní roli s Natalií Oreiro, kterou TV Nova vysílala v letech 1999–2000.
Televize také vysílá každý pátek artové snímky, většinou ze Švédska nebo Dánska.

## Program
Program se skládá hlavně z telenovel a několika pořadů vlastní výroby, dále stanice vysílá krátké zprávy nazvané Pohodové zprávy nebo teleshoppingový pořad Luxusstore.
Ve vysílání se objevili i akční a dobrodružné seriály jako Zmije, Pobřežní hlídka,  Námořní hlídka, Wolfův revír a nebo sitcom Sabrina - mladá čarodějnice.
V minulosti vysílali i evropské filmy např.Cela 211, Paříži, miluji tě, Muž a jeho pes atd., filmy z produkce Tomáše Magnuska a Pavla Holého.